# Al límite (serie de televisión)
Al límite fue un ciclo de unitarios de ficción producido por Endemol para Telefe en 2006 protagonizado por Nicolás Cabre, Juan Gil Navarro y Claudia Lapacó.

## Sinopsis
Al límite es una combinación de historias policiales,suspenso,acción,amor y muerte. Cada capítulo cuenta una historia diferente en cada capítulo y sus tres protagonistas tienen la misión de interpretar distintos personajes. Además con la participación de actores de primera línea invitados para cada capítulo. 
Cuenta historias de policías que defienden su vocación y se enfrentan a la corrupción del sistema; de asesinos a sueldo que se involucran con sus víctimas; de víctimas que se transforman en victimarios; de triángulos amorosos; de luchas por el poder; de drogas y excesos; de lealtad y traición; de éxitos y decadencia. limete de velocidad

## Capítulos
1. Voyeur Actriz invitada: Julieta Díaz
2. Almas gemelas Actores invitados: Laura Novoa y Raúl Rizzo
3. Asesinos a sueldo Actriz invitada: Leticia Bredice
4. Saltar al vacío Actriz invitada: Julieta Díaz
5. La gente puede cambiar Actriz invitada: Eugenia Tobal
6. Cambiar de mentalidad Actores invitados: Eugenia Tobal y Sebastián Pajoni.
7. Confesionario Actores invitados: Pablo Ribba, Abel Ayala, Juan Alari, Alejandro Méndez y Miguel Dedovich.
8. Entreactos Actores invitados: Darío Lopilato, Agustina Lecouna, Lucas Ferraro, Guillermo Pfening, Juan Minujin, Eduardo Cutuli y Carlos Kaspar.
9. Salir de perdedor Actriz invitada: Laura Novoa
10. Grandes éxitos Actores invitados: Emme y Juan Diego West.
11. Robarle a mamá Actor invitado: Arnaldo André
12. Contrato Actores invitados: Claudio García Satur, Jazmín Stuart y Malena Figo.
13. El Calvario Actores invitados: Romina Ricci y Facundo Espinosa.

## Recepción
Comenzó a emitirse los domingos desde el primero de octubre de 2006 a las 22hs con un índice de audiencia de 15 puntos que se sostuvo a lo largo de pocos capítulos, ya que luego comenzó a decaer y lograr mediciones de un dígito. Finalizó el 24 de diciembre del mismo año.